# Stanislav Griga
Stanislav Griga (ur. 4 listopada 1961 w Żylinie) – słowacki piłkarz (napastnik) i trener. Uczestnik, wraz z reprezentacją Czechosłowacji, finałów Mistrzostw Świata we Włoszech w 1990.

## Kariera piłkarska
Debiutował w barwach miejscowego MŠK Žilina (kilkadziesiąt lat później zaczynał tam również karierę trenerską) skąd w roku 1981 przeszedł do Sparty Praga. W praskim klubie grał, z jednosezonową przerwą, kiedy to reprezentował barwy Dukli Praga, do 1990, po czym wyjechał do Holandii, do Feyenoordu. Piłkarską karierę Griga zakończył w Rapidzie Wiedeń.

## Kariera trenerska
Trenerską karierę zaczynał w pierwszoligowych drużynach słowackich: MŠK Žilina, Dukli Trenczyn (obecnie AS Trenczyn) i Slovanie Bratysława (z tym ostatnim zdobył, w sezonie 1998/99 tzw. dublet czyli mistrzostwo ligi i Puchar Słowacji. W roku 1999 został szkoleniowcem reprezentacji Słowacji U-20, a w roku 2000 trafił do drużyny U-21, z którą zajął 4. miejsce (po porażce 0-1 z Hiszpanią w meczu o brązowy medal) na Mistrzostwach Europy U-21.
W roku 2003, Griga wyjechał do Czech, gdzie w latach 2003-2005 prowadził ekipę Slovana Liberec. Z klubu odszedł w roku 2005 i udał się w medytacyjną podróż do stanu Pendżab w Indiach. Po powrocie objął posadę trenera w praskiej Sparcie, z którą zdobył Puchar Czech w sezonie 05/2006 i zakwalifikował się do Pucharu UEFA. Latem 2006 roku, w związku ze słabymi wynikami stołecznej drużyny na początku nowego sezonu (po pięciu kolejkach Sparta Praga zajmowała 9. miejsce w tabeli Gambrinus Ligi) Griga został zwolniony, a jego miejsce zajął Michal Bílek – wcześniej szkoleniowiec Viktorii Pilzno.